# Lo Chastèl
Lo Chastèl (en francès Chastel-Nouvel) és un municipi francès situat al departament del Losera i a la regió d'Occitània.